# Penugonda
Pour la localité située dans le district de Sri Sathya Sai, ancienne capitale de Vijayanara, voir Penukonda.
Penugonda est une ville du district du Godavari occidental dans l'État d'Andhra Pradesh en Inde. 
Selon le recensement de l'Inde de 2011, la localité compte une population de 16 038 habitants.